# Christian Hoffmann
Christian Hoffmann (Aigen im Mühlkreis, 22 dicembre 1974) è un ex fondista austriaco, vincitore di varie medaglie olimpiche e iridate.

## Biografia
In Coppa del Mondo debuttò il 14 dicembre 1994 a Tauplitzalm (33°), ottenne il primo podio il 10 dicembre 1997 a Milano (3°) e la prima vittoria il 21 dicembre 2003 a Ramsau am Dachstein.
In carriera prese parte a due edizioni dei Giochi olimpici invernali, Nagano 1998 (3° nella 50 km, 9° nella staffetta) e Salt Lake City 2002 (1° nella 30 km, 4° nella staffetta), e a sette dei Campionati mondiali, vincendo una medaglia.
Ritiratosi nel 2009, nel 2011 subì una squalifica di sei anni da parte dell'agenzia anti-doping austriaca. Sebbene non fosse mai risultato positivo ad un controllo, l'agenzia accertò da parte di Hoffmann il ricorso a pratiche illecite (autoemotrasfusione) tra il 2003 e il 2009. Lo sciatore (che si è sempre proclamato innocente) risultò coinvolto nell'affaire dei ciclisti Bernhard Kohl e Michael Rasmussen e dell'allenatore Stefan Matschiner, presso il cui domicilio fu sequestrata una centrifuga per l'arricchimento del sangue destinato all'autoemotrasfusione. Sebbene retroattiva di dua anni, la squalifica non comportò revoche dei titoli vinti in carriera.

## Palmarès

### Olimpiadi
- 2 medaglie:
  - 1 oro (30 km a Salt Lake City 2002)
  - 1 bronzo (50 km a Nagano 1998)

### Mondiali
- 1 medaglia:
  - 1 oro (staffetta[2] a Ramsau am Dachstein 1999)

### Coppa del Mondo
- Miglior piazzamento in classifica generale: 15º nel 1999
- 20 podi (19 individuali, 1 a squadre[3])[4]:
  - 2 vittorie (individuali)
  - 7 secondi posti (6 individuali, 1 a squadre)
  - 11 terzi posti (individuali)

#### Coppa del Mondo - vittorie
| Data             | Località            | Nazione | Spec.    |
| ---------------- | ------------------- | ------- | -------- |
| 21 dicembre 2003 | Ramsau am Dachstein | Austria | 10 km TL |
| 14 marzo 2004    | Pragelato           | Italia  | 30 km TL |

Legenda:

TL = tecnica libera

### Campionati austriaci
- 15 medaglie[5]:
  - 7 ori (inseguimento nel 1998; 50 km nel 2001; 30 km nel 2006; 30 km nel 2007; 30 km nel 2008; 10 km, inseguimento nel 2009)
  - 6 argenti (10 km nel 1995; 50 km, 2x5 km nel 1997; 30 km nel 1999; 30 km nel 2005; inseguimento nel 2006)
  - 2 bronzi (inseguimento nel 1995; 50 km nel 1998)